# Scavo del Principe di Montenegro

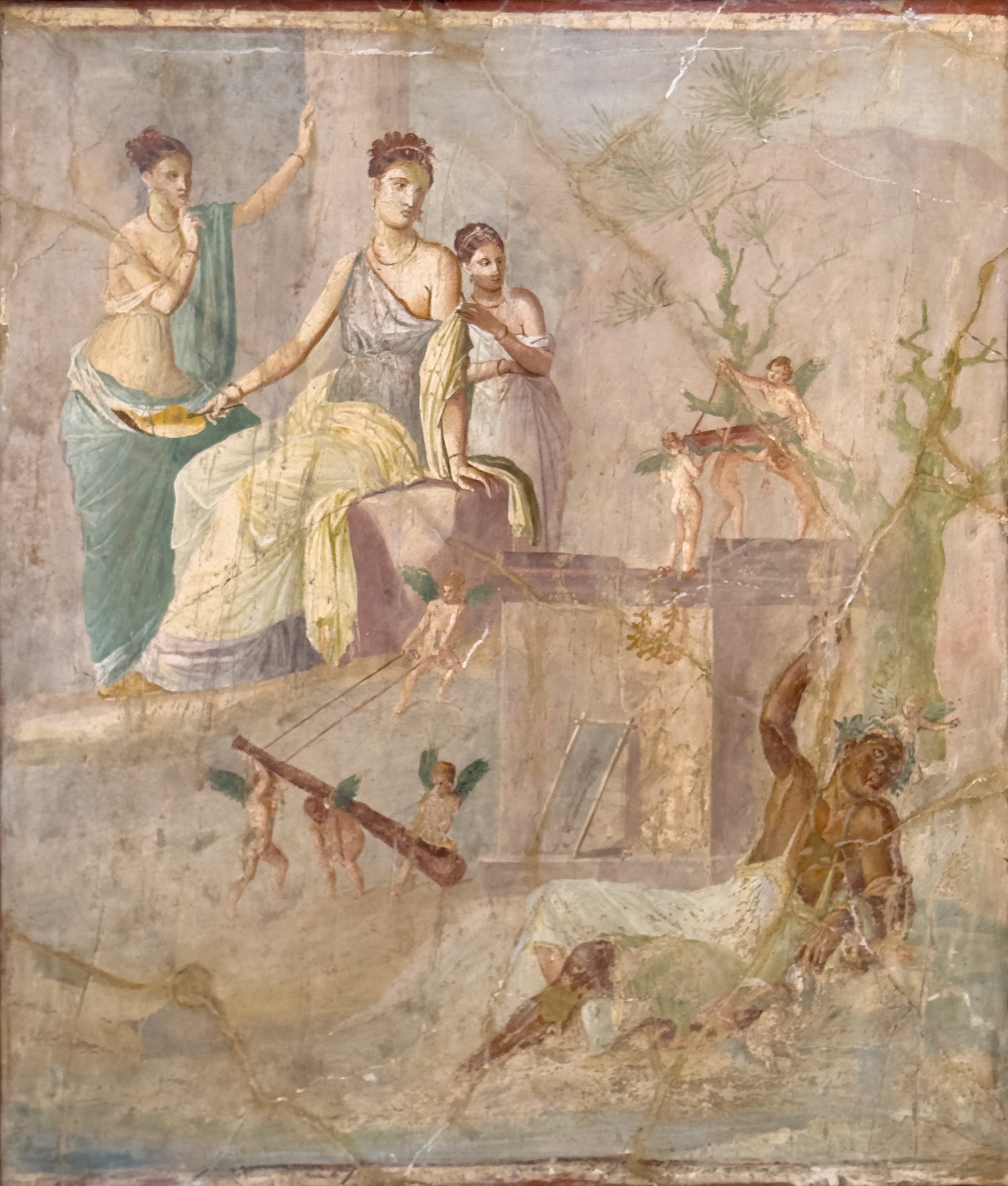
Der betrunkene Herakles (Herakles bei Omphale)

Der Scavo del Principe di Montenegro (Ausgrabung des Fürsten von Montenegro, auch Casa del Principe di Montenegro) ist die moderne Bezeichnung eines kleinen Hauses in Pompeji (VII.16.10), das 1846, 1851 und 1872 ausgegraben wurde. Es wurde bei Bombardierungen 1943 im Zweiten Weltkrieg stark beschädigt. Aus dem Haus stammen einige schöne Beispiele von antiken Wandbildern, die schon früh aus der Wand geschnitten wurden und sich heute im Archäologischen Nationalmuseum Neapel befinden. Ein Großteil der Malereien des einst reich ausgemalten Hauses ist jedoch verloren und nur von alten Zeichnungen her bekannt.

## Beschreibung
Bei der Casa del Principe di Montenegro handelt es sich um ein eher kleines Haus. Es besteht nur aus einem tuskanischen Atrium, um das sich diverse Räume gruppieren. Im Atrium befindet sich das Impluvium. Ein Puteal (eine Brunneneinfassung) befindet sich noch heute vor Ort. Aus dem Haus, das zwei Räume hatte, die im 3. Stil ausgemalt waren, stammen zwei bedeutende Wandbilder, die sich heute in Neapel befinden. Das erste Wandbild stellt dar, wie Perseus Andromeda befreit (Neapel Inv. Nr. 8997). Das andere Bild zeigt den betrunkenen Herakles bei Omphale (Neapel Inv. Nr. 9000). Lawrence Richardson Jr. schreibt die beiden Bilder dem Principe-di-Montenegro-Maler zu, der seinen Notnamen nach den Bildern aus diesem Haus erhielt. Ein weiteres Bild zeigte Europa und den Stier. Das Bild ist verloren und nur von einer Zeichnung her bekannt.

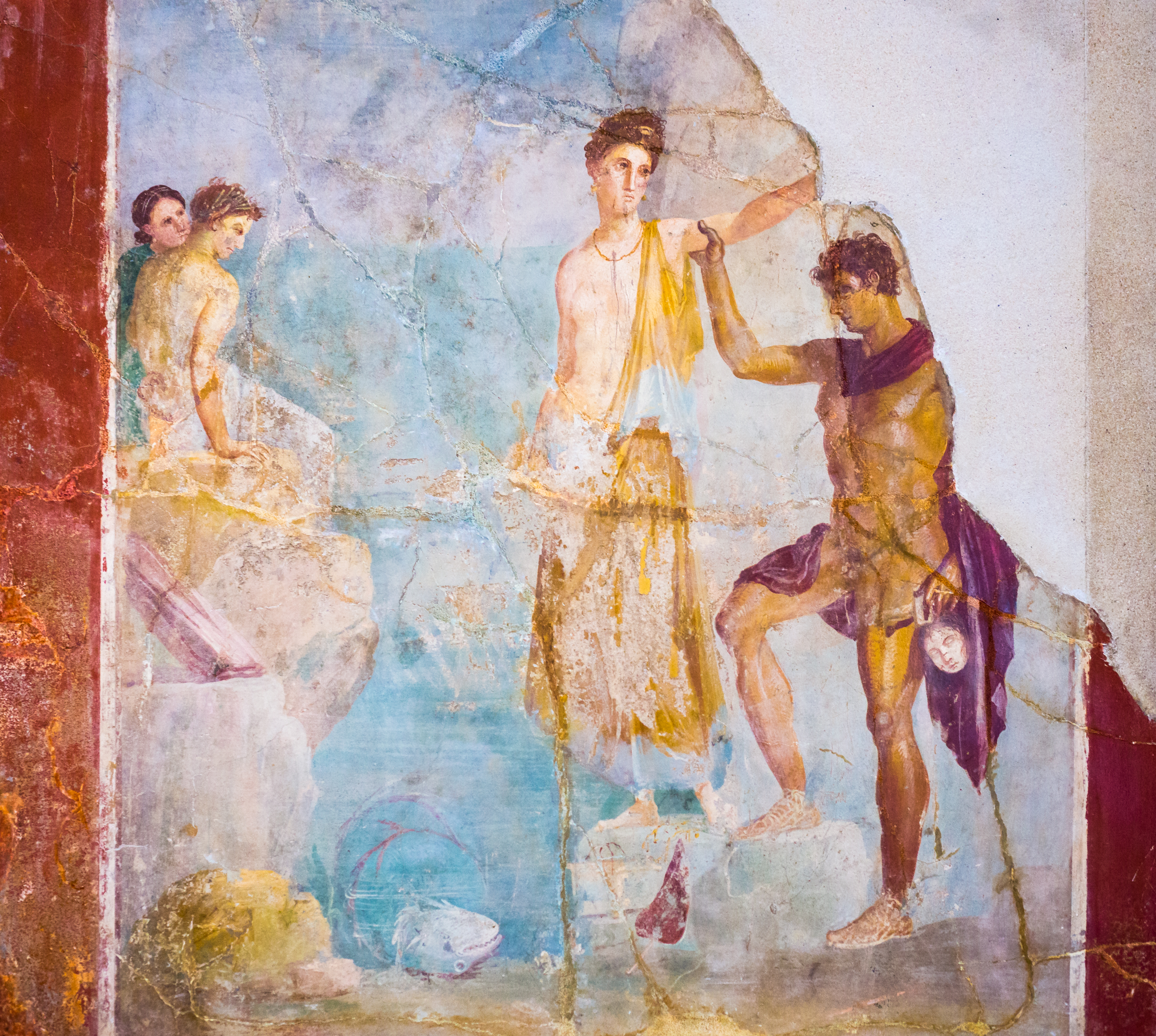
Perseus und Andromeda
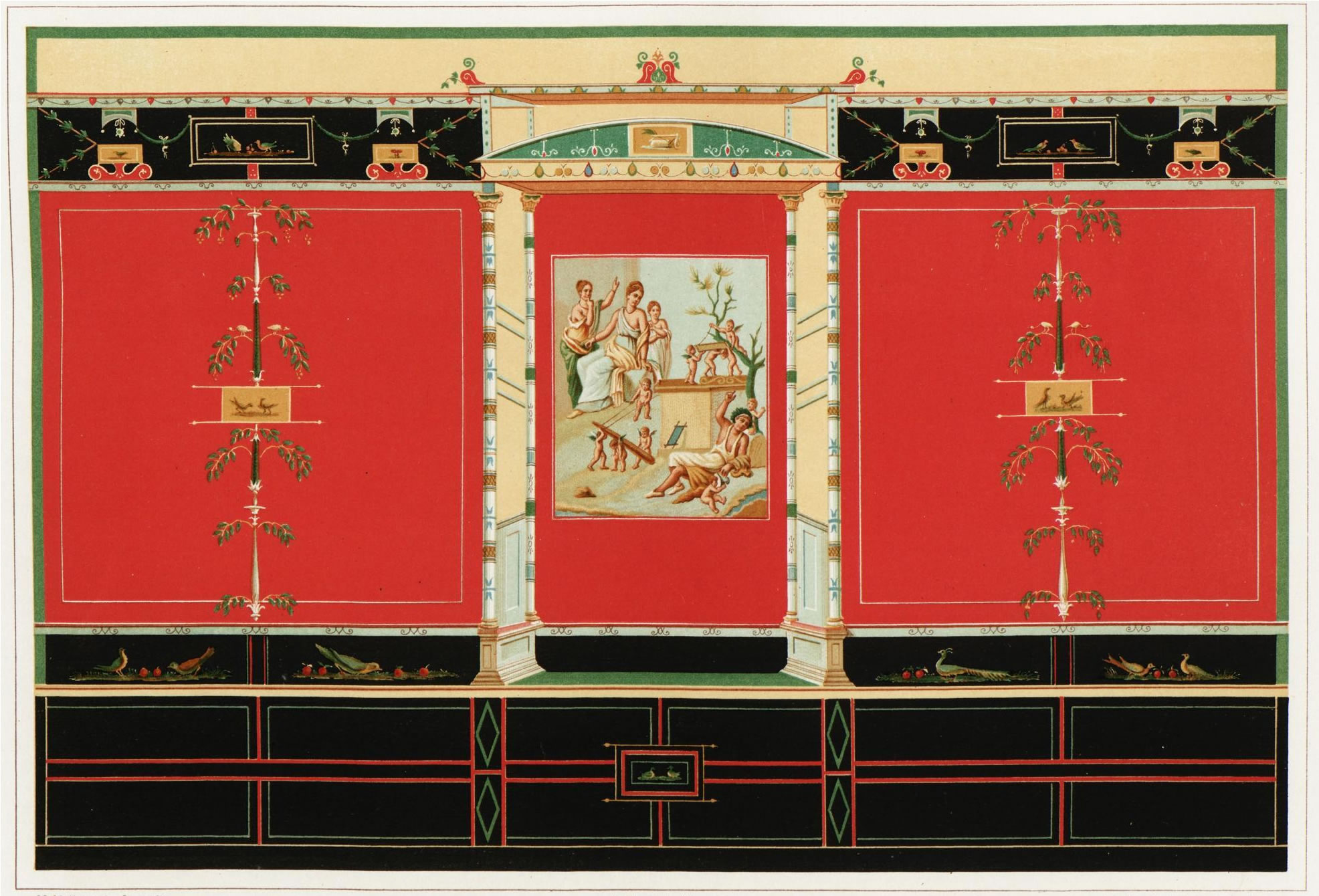
Wand mit dem Bild des Herakles bei Omphale (Zeichnung)
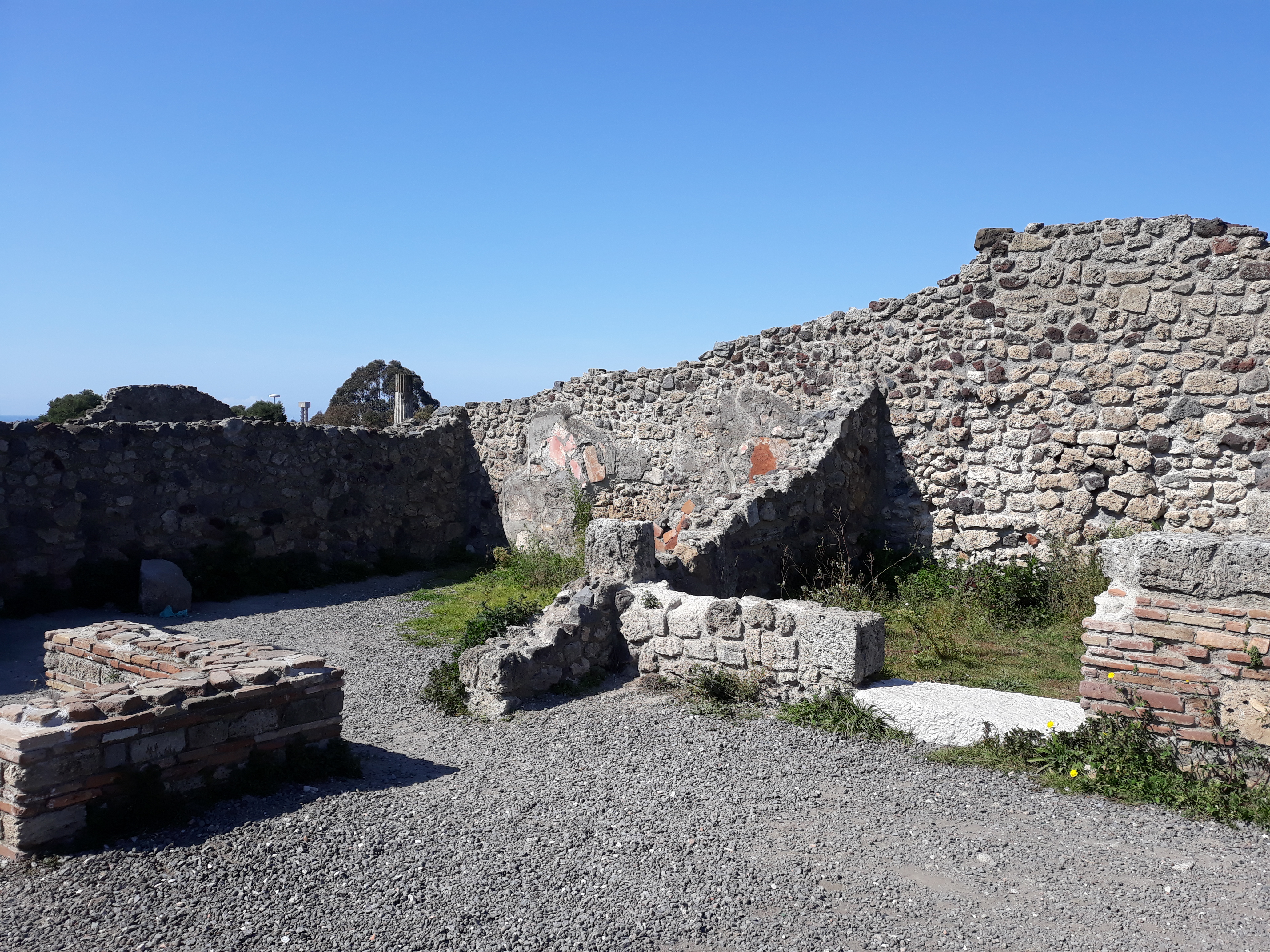
Mauerreste
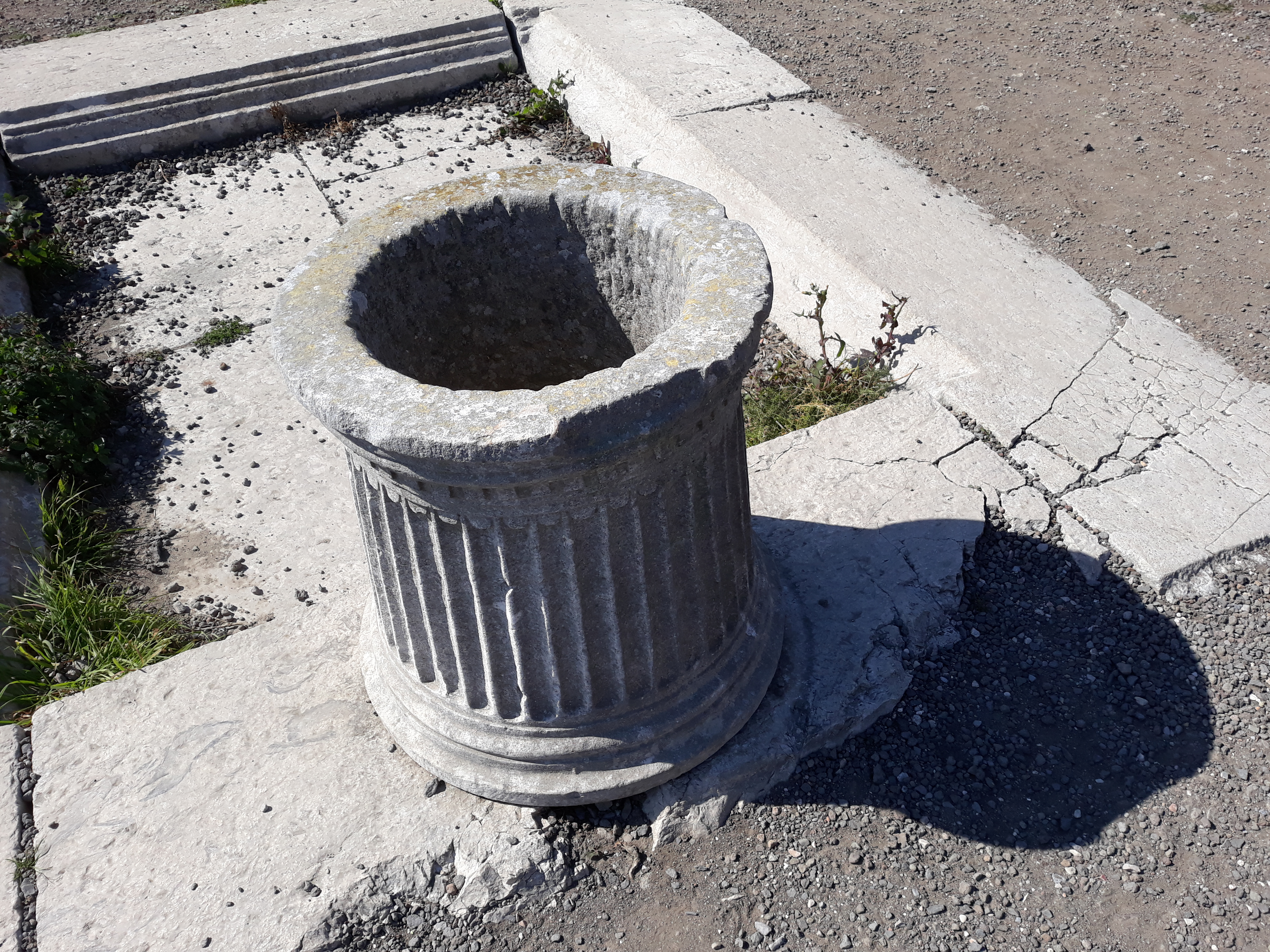
Impluvium mit Puteal